# Kościół św. Wawrzyńca w Poniatowie
Kościół Świętego Wawrzyńca – rzymskokatolicki kościół parafialny należący do dekanatu żuromińskiego diecezji płockiej.
Jest to świątynia wybudowana w 1805 roku. Wzniesiona została z fundacji Adama Zalewskiego i środków pielgrzymów, dzięki staraniom księdza Antoniego Fiederowicza. Remontowana była w 1861 roku i w latach 1971–72, wówczas zmieniono pokrycie dachu z gontu na blachę, oraz w 1996 roku i w latach 2002–03.
Budowla jest trzynawowa, drewniana i posiada konstrukcję zrębową. Nie jest orientowana, wybudowano ją z drewna sosnowego. Prezbiterium jest wyodrębnione wewnątrz, zamknięte ścianą prostokątną, z boku są umieszczone zakrystia i składzik z lożami kolatorskimi na piętrze. Wejście główne jest w kształcie wgłębnego portyku z dwoma kolumnami. Portyk jest flankowany dwoma pozostałościami po wieżach i zwieńczony wystawką z trójkątnym szczytem. Świątynia posiada dach jednokalenicowy, pokryty blachą z czworoboczną wieżyczką na sygnaturkę. Jest ona zwieńczona dachem hełmowym z latarnią. Wnętrze jest otynkowane. Dzielą je na trzy części dwa rzędami kolumn jońskich po pięć sztuk. Prezbiterium jest nakryte stropem płaskim z fasetami. Nawę główną nakrywa sklepienie kolebkowe, natomiast nawy boczne sklepienie półkolebkowe. Chór muzyczny jest podparty czterema kolumnami i posiada prospekt organowy z początku XX wieku i instrument wykonany w pracowni Dominika Biernackiego. Na belce tęczowej znajduje się krucyfiks ludowy. Polichromia została wykonana w 1930 roku przez Władysława Drapiewskiego. Ołtarz główny pochodzi z 1900 roku, dwa boczne powstały w latach 1907–10. Ambona reprezentuje styl klasycystyczny.